# 卢卡斯·布里奇吉
卢卡斯·布里奇吉（德語：Lukas Britschgi，1998年2月17日—），瑞士花样滑冰运动员，2023年欧洲锦标赛男子单人滑铜牌得主、2022年布达佩斯杯男子单人滑银牌得主、2022年华沙杯男子单人滑铜牌得主。